# Бургин, Диана Льюис
Диана Льюис Бургин (англ. Diana Lewis Burgin; род. 3 августа 1943, Бостон, Массачусетс, США) — американская переводчица, литературовед и поэт. Дочь скрипача русского происхождения Ричарда Бургина и скрипачки Рут Посселт.

## Биография
Защитила в Гарвардском университете диссертацию «Литературная баллада символистского периода» (англ. The Literary Ballad in the Symbolist Period; 1973). На протяжении более чем 30 лет была профессором Бостонского университета.
Перевела на английский язык роман Михаила Булгакова «Мастер и Маргарита» (Ардис, 1995; Vintage International, 1996), «Невидимую книгу» Сергея Довлатова (англ. The Invisible Book; Ардис, 1979), книгу Корнея Чуковского «Александр Блок как человек и поэт» (англ. Alexander Blok as Man and Poet; Ardis, 1982, совместно с Кэтрин О’Коннор), стихи Марины Цветаевой, Софии Парнок, Валентина Парнаха, Ксении Некрасовой.
Автор монографии «София Парнок. Жизнь и творчество русской Сафо» (англ. Sophia Parnok: The Life and Work of Russia's Sappho; 1994, русский перевод Светланы Сивак СПб.: ИНАПРЕСС, 1999) и множества статей о русской литературе; по-русски изданы два сборника этих статей — «Марина Цветаева и трансгрессивный эрос» (СПб.: ИНАПРЕСС, 2000) и «„Оттяготела…“: Русские женщины за пределами обыденной жизни» (СПб.: ИНАПРЕСС, 2004). Как литературовед Бургин придерживается феминистского подхода и уделяет особое внимание гендерным аспектам жизни и творчества анализируемых ею авторов, что в ряде случаев вызывает резкое неприятие российской критики, заявляющей: «Туда, куда призывает читателя большая величина славистики г-жа Бургин, нормальному человеку ходить заказано»; впрочем, и представители академического литературоведения отмечают, что «книга Дианы Бургин, начиная с качества её русского текста и кончая качеством её аналитического инструментария, как будто нарочно профанирует серьёзность темы, которую автор взялся обсуждать».
Диана Бургин опубликовала также роман в стихах «Ричард Бургин. Жизнь в стихах» (англ. Richard Burgin. A Life in Verse; 1988) — беллетризованную биографию своего отца, написанную по-английски онегинской строфой.